# Orazio Tigrini
Orazio Tigrini   (Arezzo, 1541 (Gregorià) - Arezzo, 1591) fou un compositor toscà del Renaixement.

## Biografia
Fill d'un sabater, Tigrini fou deixeble de Paolo Aretino. Va ser el professor qui va pagar la seva educació musical i el seu talent va impressionar a molta gent: hi ha informes de nombroses donacions privades per subvencionar els seus estudis. Es va convertir en sots-diaca el 1561 i el 1562 era professor de cant de la catedral d'Arezzo: la seva jove edat va despertar una oposició seriosa al seu nomenament per part dels cantants més grans. Malgrat els seus enemics, Tigrini va aconseguir ser nomenat mestre de capella gràcies a la protecció del noble canonge Alberigo Albergotti. No obstant això, hi va haver accions contra la seva obra per part del capítol, que va persistir fins al 1567. No tenim prou informació per reconstruir la seva vida entre els anys 1567 i 1587, durant els quals Tigrini publica a Venècia, amb Angelo Gardano, un llibre de 4 parts de madrigals (el 1573), una Musica super salmos omnes (1579) i un llibre de 6 parts de madrigals (1582). Alguns diuen que hauria passat un període a Orvieto,
 però els documents confirmen la seva ordenació com a sacerdot de la, ara desapareguda parròquia de San Giustino, a Arezzo. També hi ha notícies de la seva activitat continuada com a organista a la "Pieve d'Arezzo", on treballava el seu mestre Paolo Aretino. El 1587 és trobat de nou mestre de capella a Arezzo, on va arribar com a músic establert gràcies a l'èxit de les seves publicacions. Des de llavors va publicar a Venècia, amb Ricciardo Amadino, el Compendi de la música de 1588, que incorpora les idees teòriques expressades per Gioseffo Zarlino i un segon llibre de madrigals de 6 parts el 1591.